# 5978 Kaminokuni
5978 Kaminokuni (1992 WT) là một tiểu hành tinh vành đai chính được phát hiện ngày 16 tháng 11 năm 1992 bởi Endate và Watanabe ở Kitami.